# 고흥송씨 쌍충정려
고흥 송씨쌍충정려(高興 宋氏雙忠旌閭)는 대한민국 전라남도 고흥군 동강면 마륜리에 있는 정려이다. 1987년 6월 1일 전라남도의 기념물 제110호로 지정되었다.

## 개요
임진왜란 때 순국한 송대립(1550∼1597)과 그의 아들인 송심(1590∼1697)의 충절을 기리기 위해 세운 것이다.
송대립 장군은 선조 27년(1594) 임진왜란 중에 과거에 합격하고 이순신의 부하로 들어가 많은 공을 세웠다. 정유재란 때에는 권율 장군의 명을 받아 의병을 이끌고 많은 싸움을 승리로 이끌었으나 첨산전투에서 전사하였다. 그의 아들인 송심은 광해군 6년(1614) 무과에 합격한 뒤 늙은 노모를 모시기 위해 벼슬을 하지 않다가 1623년 인조반정 이후 천거되어 선전관 등 여러 벼슬을 거쳐 인조 14년(1636) 병자호란 때 함경도 병마절도사를 역임하고 이항 장군의 휘하에서 활약하다가 안변전투에서 전사하였다

## 같이 보기
- 송대립
- 송심

## 참고 문헌
- 고흥송씨쌍충정려 - 국가유산청 국가유산포털